# Јанис Далињш
Јанис Далинш (лат. Jānis Daliņš; Валмијера, 5. новембар 1904 — Мелбурн 11. јун 1978) био је летонски атлетичар који се специјализовао за брзо ходање.

## Спортска биографија
Године 1932. на Олимпијским играма први пут је на програму била дисциплина брзог ходања на 50 км а Далињш је завршио на другом месту иза фаворита Томаса Грина. Две године касније, и на истој даљини, освојио је прво Европско првенство у Торину, испред Швајцарца Артура Тел Шваба, резултатом 4.49:52,6. На пример, То су биле прва олимпијска медаља за Летонију и прва летонска медаља на Европском првенству.
На Олимпијским играма 1936. и на Европском првенству 1938. Јанис Далинш се такмичио у истој дисциплини, али није успео да заврши трке.
У Валмиери, стадион је добио име по државном и међународном прваку, Јанису Далињшу.
Бежећи од совјетске инвазије, са породицом одлази у Аустралију.